# Оптимум виду
Оптимум виду (англ. optimum of species) від лат. optimum — найкраще — набір умов середовища, який забезпечує виду максимальну біологічну продуктивність. Розрізняють О. в. аутекологічний (син. фізіологічний, потенційний) і синекологічний (син. фітоценотичний, актуальний). У першому випадку під О. в. розуміють той набір умов середовища (тобто крапку в гіперпросторі екологічних факторів), коли вид досягає максимального розвитку за відсутності конкуренції (див. також фундаментальна екологічна ніша).
У другому випадку О. в. — аналогічний набір факторів, але за наявності конкуренції. Відмінності аутекологічного і сінекологічного О. в. пояснюють багато феноменів природи: двовершинний розподіл видів по градієнту (див. дзвоноподібна крива), різна реакція на добрива лугових видів у травосуміші і в чистому посіві. Наприклад, О. П. Шенніков образно називав рослини степів не сухолюбами, а сухотерпцями: вони за відсутності конкуренції значно краще розвиваються при луговому характері зволоження.
Оптимум виду, якщо брати до уваги екосистему - таке співвідношення екологічних факторів, котре за умов їх природного коливання забезпечує біологічну рівновагу в клімаксові екосистеми, або  процес направлений на утворення клімаксу.